# موهترم أراس

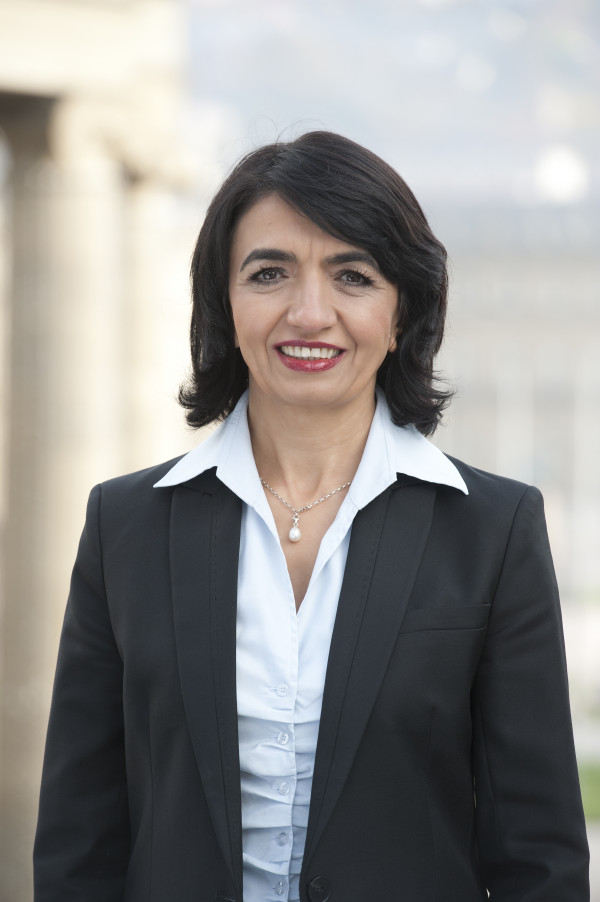
موهترم أراس (2016)

مُوهْتَرَم أراس (بالتركية: Muhterem Aras) سياسية ألمانية من تكتل تحالف 90/الخضر (بالألمانية: Bündnis 90/Die Grünen). عضو في برلمان بادن-فورتمبيرغ عن دائرة شتوتغارت منذ مايو 2011 ورئيسة برلمان بادن-فورتمبيرغ منذ مايو 2016.

## حياتها
وٌلدت أراس في 2 يناير 1966 في قرية المعاج Elmaağaç بالقرب من بينكول Bingöl في تركيا. ابنة عائلة علوية كردية. وصلت مع والدتها وإخوتها في العام 1978 إلى مدينة فيلدرشتات بألمانيا، والتي كان والدها يعمل ويعيش فيها. وحسب روايتها، فقد شجعها والداها بأن تندمج في المجتمع الألماني وهو الأمر الذي أيده مدرسيها وأصدقائها.

## مسارها التعليمي والوظيفي
بعد تجاوزها المرحلة المتوسطة في نورنبرغ والمرحلة الثانوية في شتوتغارت في مدرسة يوهان-فريدريش-فون-كوتا المهنية، درست علوم اقتصادية في جامعة هوهنهايم. وبالتزامن مع دراستها في الجامعة عملت في سكرتارية حزب الخضر البرلمانية في مجلس بلدية شتوتغارت. بعد فترة الدراسة من عام 1994 حتى 1999، عملت كموظفة في مجال الاستشارات الضريبية. في العام 2000 اجتازت امتحان المستشار الضريبي وأسست مكتب للاستشارات الضريبية في شتوتغارت، والذي لا يزال يعمل خلال مسارها السياسي.

## أعمالها السياسية
بدأ مسارها السياسي عام 1993 عندما التحقت بحزب الخضر نتيجة للهجمات العنصرية ضد المهاجرين في مدينتي روستك-ليشتنهاغن ومُلْن. أول مقعد تفوز به كان في انتخابات المجلس البلدي في شتوتغارت عام 1999. وهناك ظلت من 2007 حتى 2011 رئيسة كتلة حزب الخضر. هي ومعها فيرنر فولفه على رأس الحزب، أصبحت كتلة الحزب في انتخابات البلدية عام 2009 أقوى كتلة حزبية للمرة الأولى في مدينة كبيرة مثل شتوتغارت.
في انتخابات برلمان بادن-فورتمبيرغ عام 2011 فازت أراس بالمقعد الأول في دائرة شتوتغارت 1 ب42% من الأصوات، وكانت بذلك «ملكة أصوات» الخضر في بادن-فورتمبيرغ، وأصبحت بذلك أول امرأة مسلمة تدخل برلمان بادن-فورتمبيرغ. أثناء عضويتها في البرلمان كانت عضوة في لجنة الشؤون المالية والاقتصاد وفي لجنة الثقافة والشباب والرياضة كما مانت أيضاً المتحدثة الرسمية لكتلة الخضر في البرلمان. وبدخولها برلمان الولاية تنازلت عن مقعدها في مجلس البلدية.
من 2014 وحتى 2019 كانت أراس رئيسة اتحاد تكتل تحالف 90/الخضر في الولاية.
في انتخابات الولاية عام 2016 ترشحت أريس مجدداً في دائرة شتوتغارت 1 وفازت بمقعد الدائرة بنسبة 42.4% من الأصوات. وكانت نتيجتها هذه المرة أفضل نتيجة على مستوى جميع المرشحين في الولاية. وفي مايو 2016 تم انتخابها رئيسة جديدة لبرلمان الولاية وأصبحت بذلك أول عضو من حزب الخضر على مستوى ألمانيا وأول امرأة على مستوى ولاية بادن-فورتمبيرغ تتبوأ هذا المنصب. في انتخابات العام 2021 دافعت أريس مجدداً عن مقعدها وفازت بنسبة 44.8% من الأصوات وحققت بذلك مجدداً أفضل نتيجة على مستوى جميع مرشحي حزب الخضر في الولاية، وفي 11 مايو 2021 أعيد انتخابها مجدداً رئيساً للبرلمان.

## مواقفها السياسية
رحبت أراس بقرار البوندستاغ الصادر في 2016 والذي اعترف بالإبادة الجماعية للأرمن.
في سياق الاستفتاء على الدستور في تركيا في العام 2017، عبرت عن قناعتها بأن من يعيش خارج بلاده أكثر من عشر سنوات يفقد حقه الانتخابي في بلده الأم.

## اهتماماتها
كانت أريس وحتى 2021 عضواً في المجلس الاتحادي للرابطة الاتحادية للاقتصاد المستدام، وهو اتحاد من رواد الأعمال وأصحاب الأعمال الحرة يعمل من أجل أقتصاد مستدام بيئياً. كما أنها أيضاً عضو في مجلس أمناء المؤسسة المدنية في شتوتغارت وفي مؤسسة ساحة المستشفى، وهي المركز الروحي للكنيسة الإنجيلية في شتوتغارت

## حياتها الشخصية
موهترم أراس متزوجة منذ 1986 ولديها ابن وإبنة، وتنتمي للطائفة العلوي وتعيش في شتوتغارت.

## روابط إنترنت
- - Internetpräsenz von Muhterem Aras
  - قالب:Landtag Baden-Württemberg 17. WP
  - Profilseite Landtagsfraktion
  - قالب:Abgeordnetenwatch
  - نسخة محفوظة [Date missing], at www.deutsche-islam-konferenz.de, Muhterem Aras im Interview mit Canan Topcu, Deutsche Islamkonferenz, 3. April 2012
  - „Das Grundgesetz erwärmt auch das Herz“ Muhterem Aras im Interview mit Benno Stieber in Die Tageszeitung (taz) vom 19. Mai 2018.